# گرامه‌ای‌ها

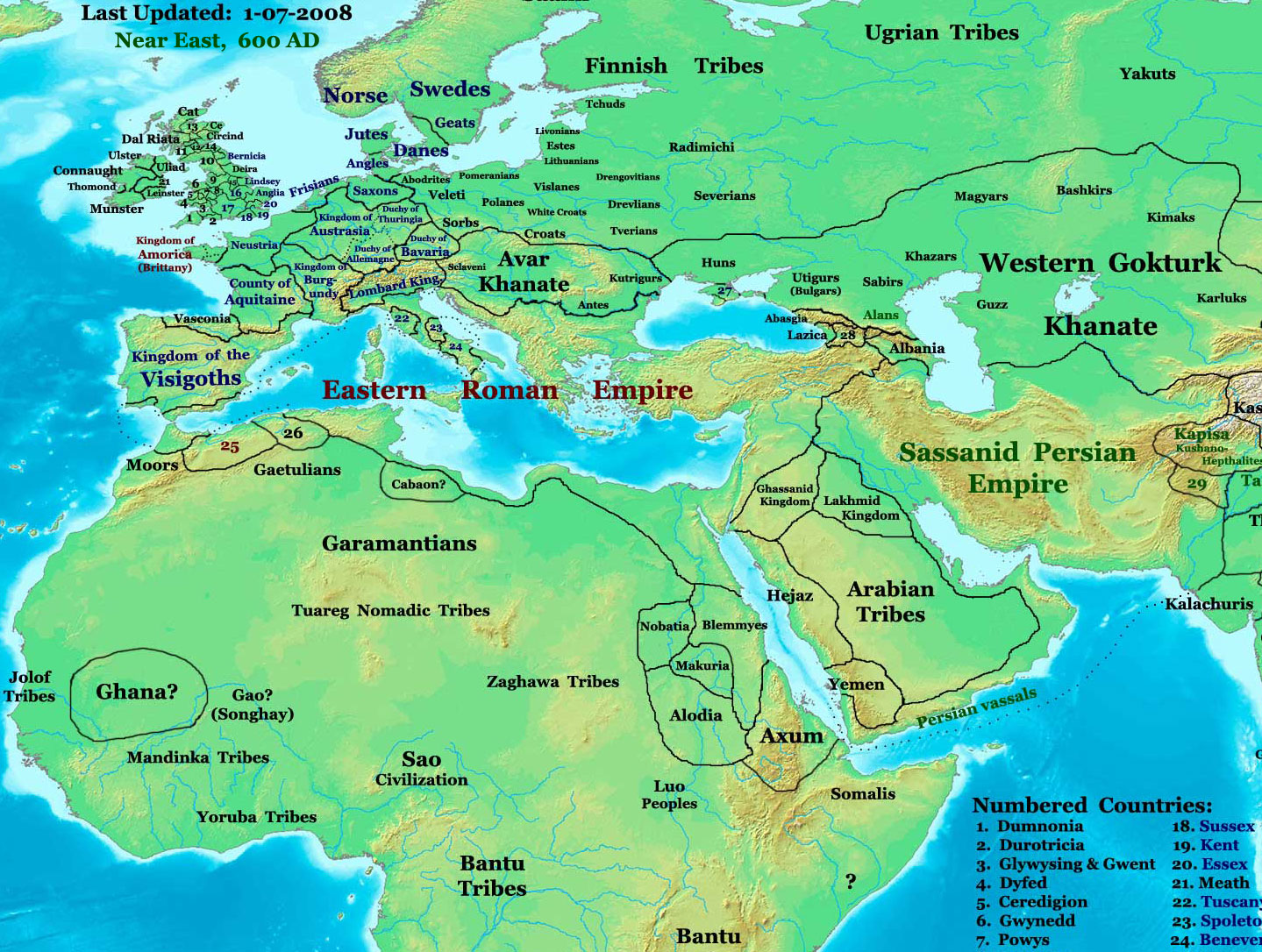
مملکت گرامه همزمان با شاهنشاهی ساسانی در ایران. در ۶۰۰ میلادی. بین ایران ساسانی و گرامه‌ای‌ها تنها دو مملکت غَسانیان و مصری‌های قِبطی قرار داشت.

گَرامه‌ای‌ها (به عربی: جرَمنتیون، به انگلیسی: Garamantes) قومی از مردم بربر بودند که در جنوب غربی لیبی امروزی نشیمن داشتند. مملکت گرامه از ۵۰۰ پیش از میلاد تا ۶۰۰ بعد از میلاد پادشاهی مستقلی در جنوب لیبی بود و پایتخت آن گرامه نام داشت. آنها به عنوان نیاکان طَوارِق در نظر گرفته می‌شوند.
گرامه‌ای‌ها در امتداد سه دره رودخانه‌ای در فزان، بخش جنوب غربی لیبی زندگی می‌کردند. پایتخت آن‌ها در جرمه امروزی شناسایی شده‌است، جایی که مقبره‌های سلطنتی نیز پیدا شده‌است. در حالی که پیشتر باور بر این بود که آنها بیشتر زندگی کوچ‌نشین داشتند، کاوش‌های اخیر خلاف آن را ثابت کرده‌است. مشخص شده‌است که گرامه‌ای‌ها در آغاز در شهرها و روستاها مستقر شده و از یک شبکه آبیاری زیرزمینی پیچیده استفاده می‌کردند. در زمان پیدایش این تمدن، این منطقه چندان تحت تأثیر بیابان‌زایی قرار نگرفته بود و می‌توانست با روش‌های خلاقانه برای کشت و زرع مستعد شود. هرودوت آنها را «مردمی بزرگ و ثروتمند» توصیف کرده‌است.

## پیشینه

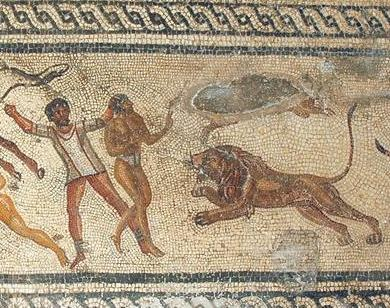
اعدام یک گرامه‌ای به‌دست رومی‌ها در شهر لپتیس ماگنا (بخشی از طرابلس بعدی)

گرامه‌ای‌ها در آغاز هزاره اول قبل از میلاد وارد جنوب لیبی امروزی شد. به گفته برخی محققان گرامه‌ای‌ها منشأ مصری دارند، به‌ویژه از واحه سیوه، و پس از تسخیر آن منطقه در اواخر سده ششم پیش از میلاد توسط کمبوجیه، شاهنشاه ایران، از آنجا کوچیده و به گرامه آمدند.
با وجود تشدید بیابان‌زایی، این قوم از محل دور نشد، بلکه مردم آن به زندگی خود در منطقه ادامه دادند. آنها با بهره‌گیری از شبکه‌های پیچیده آبیاری توانستند از آب چاه‌های زیرزمینی برای آبیاری زمین خود استفاده کرده و رفته‌رفته فرهنگ خود را توسعه دهند. آنها ظاهراً سپاهی قوی و سازمان یافته داشتند که با آن به راحتی می‌توانستند همسایگان خود را تحت سلطه خود درآورند. به گفته هرودوت، آنها از ارابه‌های بسته به چهار اسب استفاده می‌کردند و آنها بودند که این رسم را به یونانیان باستان آموختند. گرامه‌ای‌ها بازرگانی بین تریپولیتانیای فنیقی‌نشین (و بعداً رومی) و ساکنان منطقه دریاچه چاد را در دست داشتند. آنها ممکن است بنیان‌گذاران تجارت تجارت صحراگذر بوده باشند، شبکه‌ای از کاروان‌های تجاری که سراسر شمال آفریقا را می‌پیمود. گرامه‌ای‌ها از برده برای کار بر روی زمین استفاده می‌کردند. پادشاهی گرامه‌ای در سده دوم پس از میلاد  به اوج خود رسید، زمانی که مردم آن یکی از مهمترین شرکای تجاری رم شده‌بودند. با فروپاشی امپراتوری روم در قرن پنجم و کاهش منابع آب زیرزمینی، دوره‌ای طولانی از رکود آغاز شد.
اسناد بیزانسی نشان می‌دهد که چگونه پادشاه گرامه در سال ۵۶۹ مسیحیت را پذیرفت. آخرین ذکر نام گرامه‌ای‌ها از یک سند اسلامی مربوط به سال ۶۶۸ است که چگونگی برده شدن پادشاه گرامه را با غل و زنجیر توصیف می‌کند.
گرامه‌ای‌ها دست‌کم هشت شهر نسبتاً بزرگ داشتند که هر کدام حداکثر ۱۰ هزار نفر سکنه داشت. کاوش‌ها یافته‌های جالب توجهی به دست آورده‌است. هزاران گور هرم مانند تنها در گرامه پیدا شده‌است که نقاشی‌های دیواری و متون بسیار خاصی دارند. بسیاری از مکان‌های باستان‌شناسی این تمدن هنوز بازدیدنشده مانده‌اند.

## نگاره‌ها

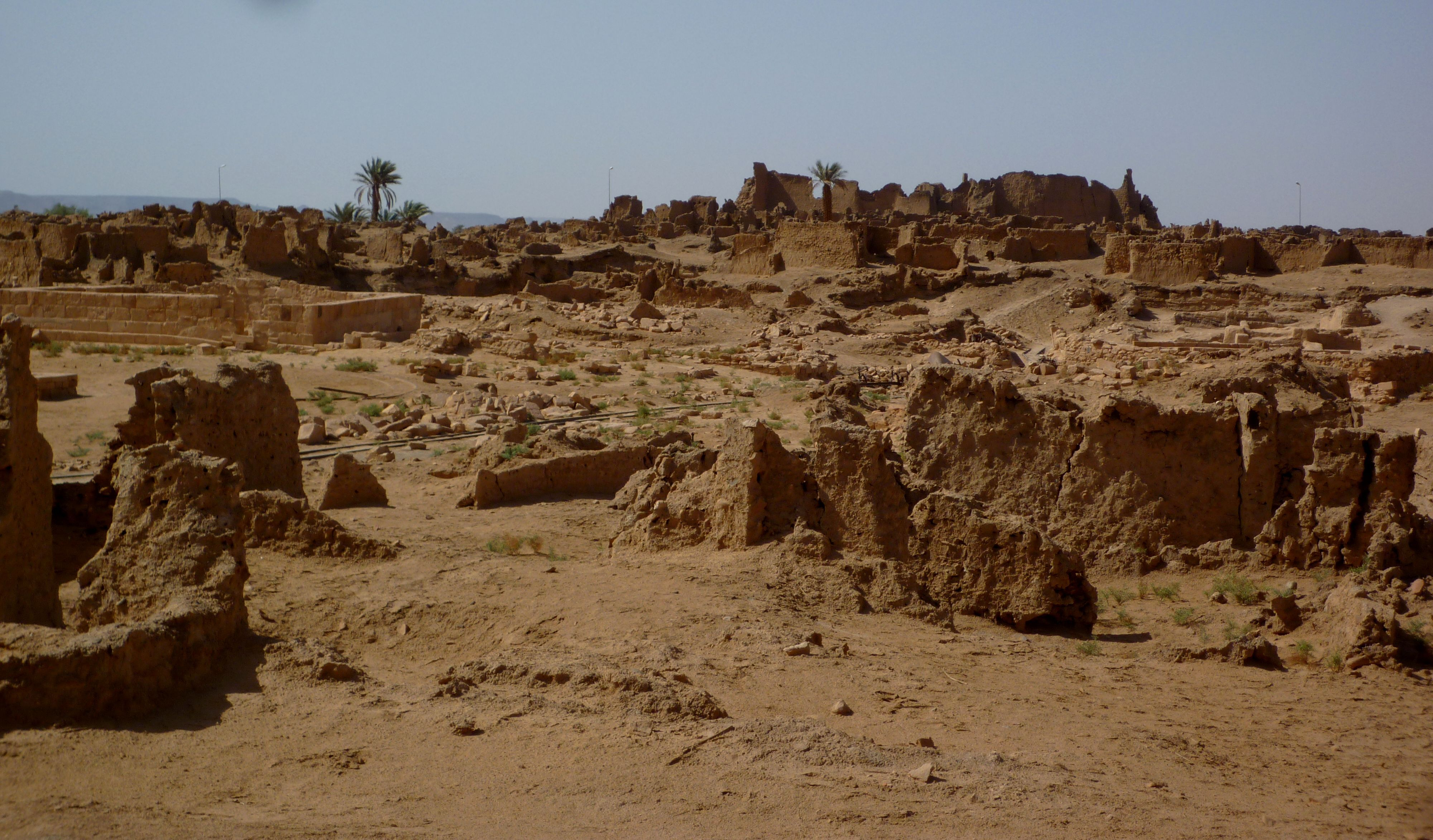
ویرانه‌های گرامه
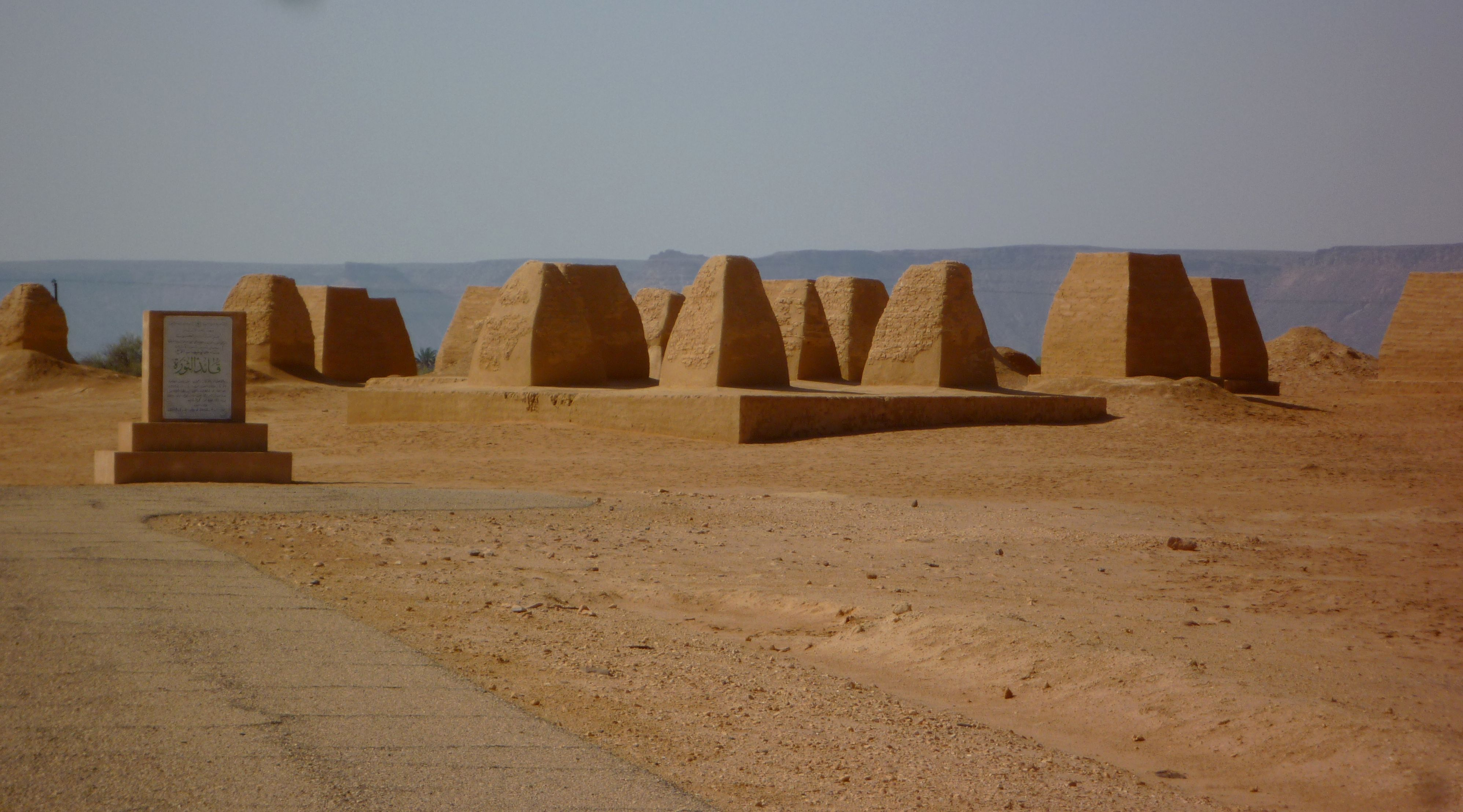
گورهای گرامه
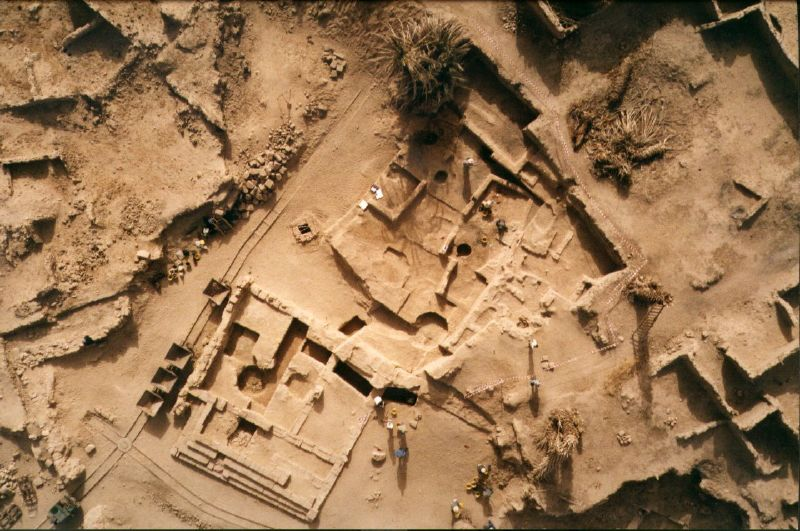
بقایای گرامه